# Autodesk Inventor

Анимация, полученная с помощью Autodesk Inventor

Autodesk Inventor — система трёхмерного твердотельного и поверхностного параметрического проектирования (САПР) компании Autodesk, предназначенная для создания цифровых прототипов промышленных изделий. Инструменты Inventor обеспечивают полный цикл проектирования и создания конструкторской документации:
- 2D-/3D-моделирование;
- создание изделий из листового материала и получение их разверток;
- разработка электрических и трубопроводных систем;
- проектирование оснастки для литья пластмассовых изделий;
- динамическое моделирование;
- параметрический расчет напряженно-деформированного состояния деталей и сборок;
- визуализация изделий;
- автоматическое получение и обновление конструкторской документации (оформление по ЕСКД).

## Функциональные возможности
- Компоновочные схемы — совмещают отдельные детали и узлы. Пользователи могут проверить возможность сборки объекта, добавить и позиционировать новые части, а также устранить помехи между частями проекта.
- Литьевые формы и оснастка — программа автоматизирует ключевые аспекты процесса проектирования литьевых форм под давлением. Пользователи могут быстро создавать и проверять конструкции форм, а затем экспортировать их в Autodesk Moldflow.
- Детали из листового материала — специальная среда проектирования изделий из листового материала автоматизирует многие аспекты работы. Пользователи могут создавать детали развертки, гнутые профили, формировать фланцы путём 3D-моделирования и вставлять в детали специализированные крепежные элементы.
- Генератор рам — служит для проектирования каркасов (рам) на основе стандартных профилей. Рамы создаются путём размещения стандартных стальных профилей на каркасе. Формирование конечных условий упрощается благодаря наличию стандартных опций для угловых соединений и соединений встык. Пользователи могут создавать собственные профили и добавлять их в библиотеку.
- Кабельные и трубопроводные системы — среда для создания трубопроводов помогает проектировать их таким образом, чтобы вписать в сложную сборку или ограниченное пространство. Она включает библиотеку стандартных фитингов, труб и шлангов, и обеспечивает создание сборочных чертежей, которые обновляются по мере изменений исходной 3D-модели[1].

## Форматы файлов
Autodesk Inventor использует различные форматы файлов для деталей (IPT), узлов (IAM) и чертежей (IDW или DWG), однако все данные могут быть экспортированы в формат DWG, что позволяет наладить непосредственную интеграцию с AutoCAD и специализированными отраслевыми приложениями на его основе, в частности, AutoCAD Mechanical. Чертежи Inventor можно просматривать, измерять и выводить на печать в AutoCAD, сохраняя ассоциативность с исходной моделью, и наоборот. Кроме того, двухмерные проектные данные из чертежей AutoCAD можно использовать для построения 3D-моделей в Inventor.
Inventor может обмениваться данными с такими приложениями как CATIA V5, UGS, SolidWorks, Pro/ENGINEER, Ansys. Программа поддерживает импорт и экспорт файлов CATIA V5, JT 6, JT 7, Parasolid, Granite, UG-NX, SolidWorks, Pro/E, и SAT. Конструкционная среда обеспечивает отказоустойчивый импорт больших наборов данных STEP и IGES. Элементы, содержащие ошибки, такие как несовпадение граничных кривых, при этом помещаются в карантин. Пользователи могут публиковать чертежи как PDF-файлы, сохранять трёхмерные модели в форматах SAT или JT, либо создавать STL-файлы для стереолитографии и вывода на 3D-принтер.

## Версии Autodesk Inventor
| Официальное название | Версия | Кодовое название | Дата выпуска        | Примечания |
| -------------------- | ------ | ---------------- | ------------------- | --- |
| Inventor             | 1      | Mustang          | 20 сентября 1999 г. | |
| Inventor             | 2      | Thunderbird      | 1 марта 2000 г.     | |
| Inventor             | 3      | Camaro           | 1 августа 2000 г.   | |
| Inventor             | 4      | Corvette         | 1 декабря 2000 г.   | |
| Inventor             | 5      | Durango          | 17 сентября 2001 г. | |
| Inventor             | 5.3    | Prowler          | 30 января 2002 г.   | |
| Inventor             | 6      | Viper            | 15 октября 2002 г.  | |
| Inventor             | 7      | Wrangler         | 18 апреля 2003 г.   | Поддержка формата DWG для AutoCAD 2004, совместимость с Autodesk Express Viewer, Large-Assembly Design Performance |
| Inventor             | 8      | Cherokee         | 15 октября 2003 г.  | |
| Inventor             | 9      | Crossfire        | 15 июля 2004 г.     | |
| Inventor             | 10     | Freestyle        | 6 апреля 2005 г.    | |
| Inventor             | 11     | Faraday          | 6 апреля 2006 г.    | |
| Inventor             | 2008   | Goddard          | 11 апреля 2007 г.   | |
| Inventor             | 2009   | Tesla            | 16 апреля 2008 г.   | Генератор рам, проектирование деталей из листового материала, каркасное моделирование |
| Inventor             | 2010   | Hopper           | 27 февраля 2009 г.  | The Ribbon, New FEA |
| Inventor             | 2011   | Sikorsky         | 26 марта 2010 г.    | Динамический ввод данных, непосредственная манипуляция, Assemble tool, визуализация, функции iCopy и iLogic |
| Inventor             | 2012   | Brunel           | 22 марта 2011 г.    | Упрощенная работа с трёхмерными данными, усовершенствовано взаимодействие с другими САПР |
| Inventor             | 2013   | Goodyear         | 27 марта 2012 г     | Уравнения кривых |
| Inventor             | 2014   | Franklin         | 27 марта 2013 г.    | Экспресс-режим, Соединение, Симметричное ограничение, Геометрия шлица, Расширенная геометрия прямоугольника, Тонкая стена FEA, Frame FEA, Папка отношений сборки |
| Inventor             | 2015   | Dyson            | 28 марта 2014 г.    | Свободная форма, прямое редактирование. |
| Inventor             | 2016   | Shelby           | 16 апреля 2015 г    | Multi-CAD, совместимость AutoCAD Electrical и Inventor, создание фигур, 3D печать, улучшения графики и визуализации. |
| Inventor             | 2017   | Enzo             | 28 марта 2016       | Улучшения в моделировании, расширенная поддержка AnyCAD, экспорт в 3D PDF, улучшенная среда презентации, создание руководств |
| Inventor             | 2018   | Elon             | 24 марта 2017       | Определение на основе модели, расширенная поддержка AnyCAD, значительные улучшения производительности сборки, усовершенствования упрощения / термоусадки, множество правил для деталей из листового металла, поддержка сетки в чертежных видах                                                        |
| Inventor             | 2019   | Zora             | 10 апреля 2018      | Улучшения производительности, улучшения производительности крупных сборок, совместная работа в режиме общего просмотра, расширенная команда отверстий, усовершенствования iLogic, определение на основе моделей, улучшенные рабочие процессы моделирования деталей и листовой металл для производства |
| Inventor             | 2020   | Senna            | 27 марта 2019       | Общие улучшения графического интерфейса |
| Inventor             | 2021   | Ada              | 31 марта 2020       | Новая панель пользовательского интерфейса, значительное повышение производительности сборки, улучшения в моделировании |
| Inventor             | 2022   | Ren              | 4 апреля 2021 года  | Состояния модели, производительность, взаимодействие Revit и Fusion 360 |
| Inventor             | 2023   |                  | 28 марта 2022 года  | Autodesk Inventor 2023 содержит обновления и усовершенствования, ориентированные на заказчика, которые помогут вам ускорить рабочие процессы проектирования, сократить количество повторяющихся задач и улучшить взаимодействие, чтобы вы могли уделять больше времени дизайну и инновациям.          |
| Inventor             | 2024   |                  | 29 марта 2023 года  | |